# 斯捷普諾戈爾斯克
斯捷普諾戈爾斯克(羅馬化：Stepnogorsk)是哈薩克的城鎮，由阿克莫拉州負責管轄，位於該國北部，距離首府科克舍套239公里，始建於1959年，海拔高度320米，2009年人口46,712。最初此地為哈薩克的保密行政區，代號為切利諾格勒-25 (俄语：Целиноград-25), 以及馬金斯克-2 (俄语：Макинск-2). 此鎮實為核生化基地。

## 外部連結
- STEPNOGORSK Online - UNofficial web site since 1999 （页面存档备份，存于） mirror （页面存档备份，存于）(in Russian)
- about Stepnogorsk (in Russian)
- Stepnogorsk in pictures (in Russian)
- Advertising and Information Portal town Stepnogorsk Kazakhstan （页面存档备份，存于） (in Russian)

52°20′59″N 71°53′24″E / 52.34972°N 71.89000°E
1. ↑  .   [2021-05-20]. （原始内容存档于2016-04-23）.